# Benvenuto Presidente!
Benvenuto Presidente! è un film del 2013 diretto da Riccardo Milani.

## Trama
Giuseppe Garibaldi, detto Peppino, vive in un paesino di montagna del Nord Italia e lavora con un contratto precario in una biblioteca, dove intrattiene i bambini. Qui passa le giornate in allegria, dedicandosi al lavoro, alla sua passione per la pesca ed al divertimento in compagnia dei suoi amici. L'unica nota negativa è il cattivo rapporto con il figlio Piero, che pensa solo ai soldi e a convincere gli ingenui abitanti del paese a comprare la sua scadente attrezzatura da palestra.
Un giorno, a causa di un malinteso e del mancato accordo tra i tre leader politici della Destra, del Centro e della Sinistra, Peppino viene eletto a sorpresa Presidente della Repubblica Italiana, in quanto i grandi elettori, non avendo un candidato per cui votare, scrivono sulle schede il suo nome e cognome riferendosi scherzosamente all'omonimo eroe risorgimentale, convinti che non esista nessun cittadino italiano che si chiami così ed abbia i requisiti necessari (essere incensurato ed avere più di 50 anni di età) e che, quindi, la votazione verrà annullata; siccome il protagonista possiede tali caratteristiche, invece, la legge assegna a lui l'incarico. Giuseppe, di fronte alle proposte di immediata rinuncia al mandato dietro compenso economico da parte dei tre leader politici che lo hanno eletto, decide invece, in uno slancio di orgoglio, di accettarlo; viene quindi strappato alla sua quieta vita e catapultato nel ruolo politico più importante e prestigioso del Paese, per il quale sa di essere inadeguato. Il suo buonsenso e i suoi gesti istintivi però lo portano incredibilmente a guidare efficacemente il Paese, nonostante le prassi del protocollo non siano il suo forte. 
Janis Clementi, affascinante e inflessibile vice segretario generale del Quirinale, si affanna inutilmente nel tentativo di disciplinare gli imprevedibili comportamenti e le strane iniziative del Presidente. L'onestà, l'umanità e l'ingenua follia di Peppino sorprendono però le istituzioni in crisi e conquistano il Paese, fino ad allora sfiduciato, e la stessa Janis finisce per intrecciare una relazione amorosa col Presidente. Non mancano tuttavia anche le delusioni: il figlio Piero, una volta saputo che il padre è stato nominato Presidente della Repubblica, lo va a trovare al Quirinale e gli chiede una raccomandazione, rifiutata con sdegno. Poco tempo dopo arriva addirittura a falsificare un decreto per vendere all'esercito la sua scadente attrezzatura da palestra; vedendosi nuovamente rifiutato l'aiuto del padre, Piero rompe definitivamente con lui.
All'orizzonte nel frattempo si intravedono complotti, macchinazioni e sotterfugi che fanno capire a Peppino come un bibliotecario di paese con l'hobby della pesca non possa improvvisarsi leader politico; infatti gli stessi tre leader politici che lo hanno involontariamente eletto ora tentano, sotto pressione da parte dei "poteri forti" (ovvero i più viscidi e collusi politici italiani), di liberarsene infangando la sua reputazione con l'aiuto di Fausto, un ricattatore esperto di intelligence e di ingegneria sociale; tutte le registrazioni telefoniche compromettenti rese pubbliche, però, non fanno che accrescere la popolarità del Presidente sia in Italia che all'estero.
Pur di perpetrare la macchina del fango, Fausto tenta di ricattare Peppino minacciando uno dei suoi amici più stretti, ma alla fine viene arrestato e nel suo covo vengono trovati i fascicoli in cui annotava a fini di ricatto tutte le malefatte dei parlamentari e non solo. Garibaldi vorrebbe renderli pubblici, ma trova anche fascicoli riguardanti Janis e alcuni suoi amici. 
Garibaldi ha quindi una crisi di coscienza riguardo alla loro pubblicazione, che risolve con un gesto clamoroso: convoca il Parlamento e in diretta televisiva dichiara lo scioglimento delle Camere, rendendo i fascicoli pubblici ma dichiarando nel contempo di aver bruciato quelli riguardanti i suoi amici. Consapevole che questo suo favoritismo lo ha inevitabilmente avvicinato al comportamento dei politici corrotti, annuncia le proprie dimissioni, non prima però di richiamare il popolo italiano e invitarlo al rispetto della legge e all'onestà, al fine di evitare che i politici futuri diventino peggiori di quelli attuali.
Peppino torna così nel suo paesino, si riappacifica con il figlio e si sposa con Janis (che è incinta). Poco dopo le nozze arriva una misteriosa telefonata dal Vaticano: a causa di un disguido analogo a quello che lo aveva portato a diventare Presidente, Peppino è stato eletto Papa. Il protagonista, tuttavia, tacitamente, fa comprendere di rifiutare l'elezione e di preferire la prosecuzione della vita di tutti i giorni.

## Produzione
Il film è stato prodotto dalla Indigo Film insieme a Rai Cinema, in associazione con Morato Pane s.p.a., con BNL – Gruppo BNP PARIBAS e con FIP – Film Investimenti Piemonte. Hanno dato il loro sostegno anche la Film Commission Torino Piemonte e il Programma MEDIA dell'Unione europea.

### Cast
Nicola Giuliano prima di affidare il ruolo a Claudio Bisio propose il soggetto sia a Roberto Benigni che a Carlo Verdone.

#### Cameo
Nel film compaiono i giornalisti Helga Cossu e Roberto Tallei, che interpretano sé stessi durante i notiziari di Sky TG24.
In un breve cameo (nel ruolo dei "poteri forti" che incontrano i tre politici corrotti), inoltre, sono presenti i registi Lina Wertmüller e Pupi Avati, lo storico del cinema Gianni Rondolino ed il critico cinematografico Steve Della Casa.

### Riprese
Buona parte delle scene del film sono state girate a Torino e in altri luoghi in Piemonte. Tra le sedi vi sono il Palazzo Reale, l'Accademia delle Scienze di Torino, la Reggia di Venaria e alcuni paesi dell'alta Val di Susa tra i quali la frazione Bousson di Cesana Torinese dove si svolge la scena del matrimonio nella cinquecentesca chiesa della Madonna delle Nevi. Le scene ambientate al Quirinale sono state girate al Palazzo Civico di Torino.
Le scene ambientate a Montecitorio sono state realmente girate presso la sede della Camera dei deputati nei primi giorni di gennaio del 2013 mentre i lavori parlamentari erano fermi per le feste natalizie.

## Distribuzione
Il film è stato distribuito da 01 Distribution e diffuso nelle sale cinematografiche a partire dal 21 marzo 2013.
Il film ha incassato circa 8 500 000 euro.

## Riconoscimenti
- 2013 - Nastro d'argento
  - Nomination Migliore commedia a Riccardo Milani
  - Nomination Migliore soggetto a Fabio Bonifacci
  - Nomination Migliore attrice a Kasia Smutniak
- 2013 - European Film Awards
  - Nomination Miglior commedia a Riccardo Milani, Nicola Giuliano e Francesca Cima
- 2013 - Ciak d'oro
  - Nomination Miglior produttore a Nicola Giuliano e Francesca Cima
- 2013 - Golden Rooster Awards
  - Miglior attore internazionale a Claudio Bisio
- 2014 - Bastia Italian Film Festival
  - Nomination Gran Premio della Giuria a Riccardo Milani

## Sequel
Nel 2019 è stato realizzato un sequel del film, Bentornato Presidente, con protagonista sempre Bisio affiancato stavolta da Sarah Felberbaum, e con la regia di Giancarlo Fontana e Giuseppe G. Stasi.